# Karaoke

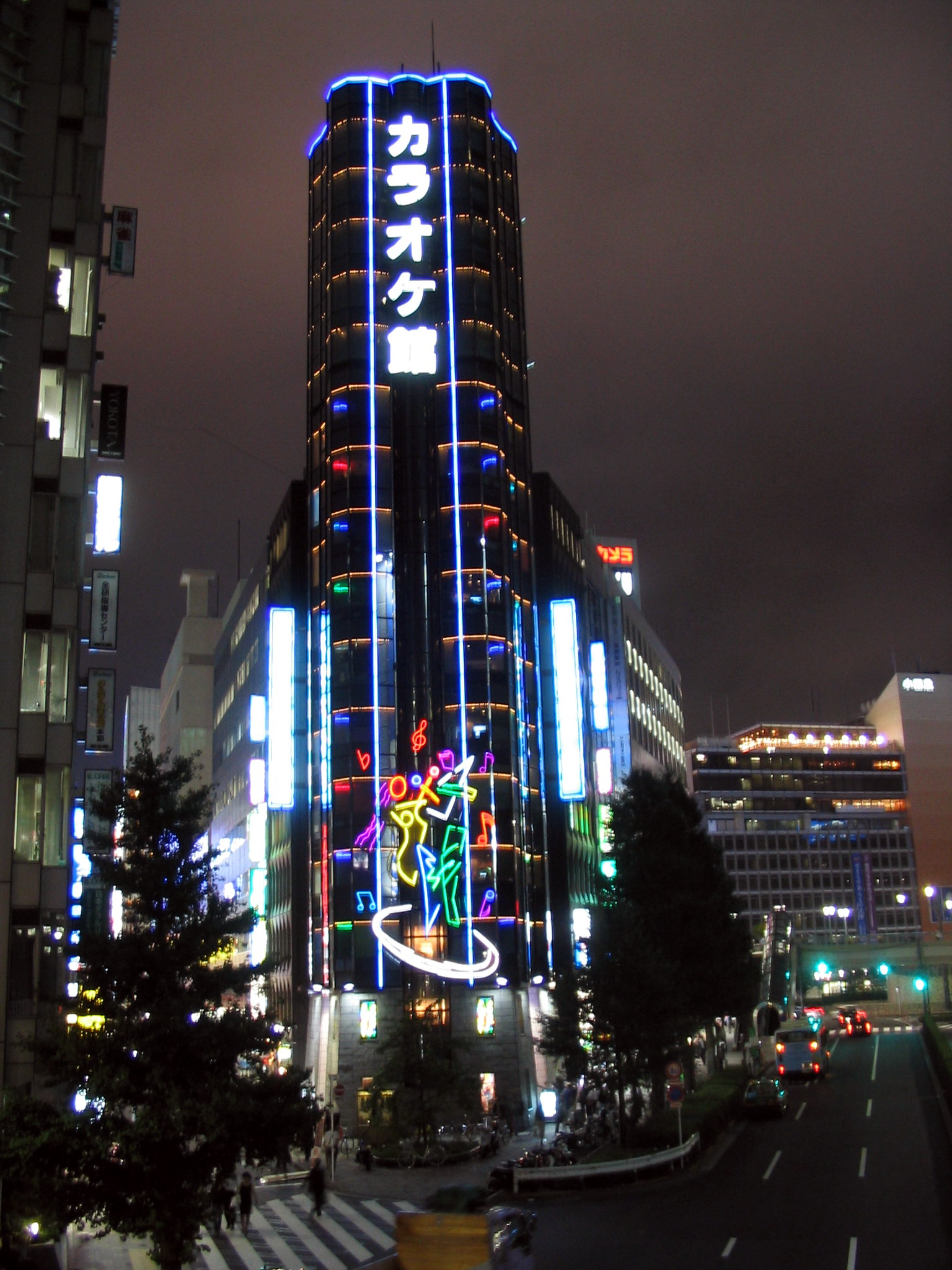
Karaoke-Gebäude in Tokio

Karaoke (japanisch カラオケ) ist eine weltweit bekannte Freizeitbeschäftigung und ein Partyspiel aus Japan, bei der Mitspieler zum Instrumental-Playback bekannter Musikstücke live ins Mikrofon singen.

## Geschichte

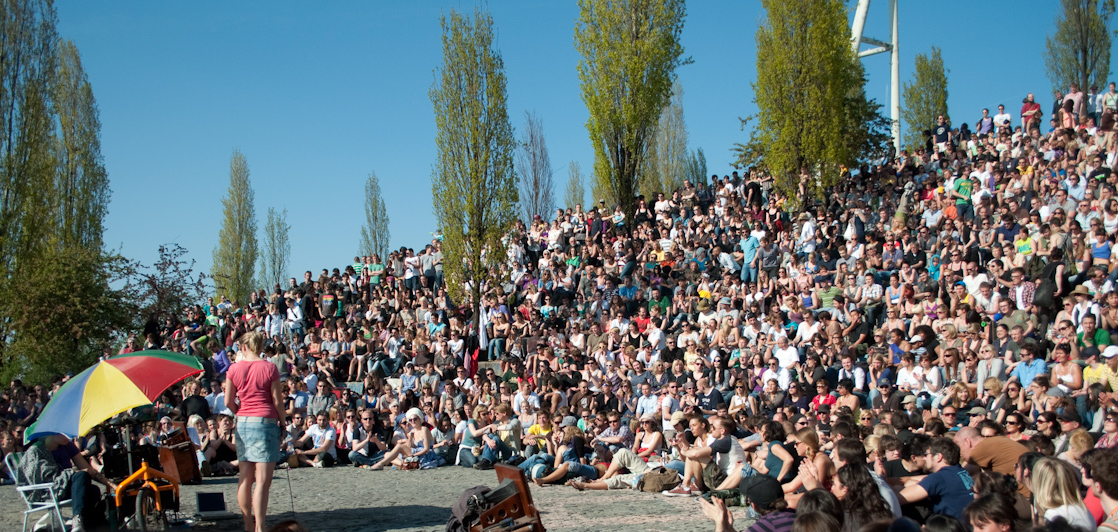
Freiluft-Karaoke im Mauerpark Berlin

Der Ausdruck setzt sich zusammen aus dem Wort Kara (空, dt. „leer“) und Oke als Kurzwort für „Orchester“. Erfunden wurde Karaoke von Shigeichi Negishi (1924–2024), der 1967 die Sparko Box entwickelte und vertrieb. 1971 folgte Daisuke Inoue, der selbstgebaute Karaoke-Geräte an Bars in Kōbe vermietete. Da er das Konzept nicht patentierte und die Geräte sowie die Playback-Bänder als auch die CDs bald von Unternehmen der Unterhaltungsindustrie hergestellt wurden, verdiente Inoue praktisch nichts mit seiner Erfindung.
Seit Mitte der 1990er Jahre ist das Interesse an Karaoke auch in den deutschsprachigen Ländern stetig gewachsen. Einen weiteren Anstieg gibt es seit etwa Anfang 2000 durch Castingshows. Mittlerweile werden Karaoketitel auch im Internet zum Download angeboten, um auf diversen Medien (PlayStation 2, Xbox, DVD, Personal Computer etc.) abgespielt zu werden. Daneben finden sich in Zeiten des Social Networking auch Karaoke-Gemeinschaften im World Wide Web ein. Dort kann man die eigene Darbietung so lange „versteckt“ lassen, bis man mit der eigenen Performance zufrieden ist. Danach erfolgt dann i. d. R. die Bewertung durch andere Community-Mitglieder.
Seit 2004 kann man der beliebten Freizeitbeschäftigung in leicht abgewandelter Form auch auf Spielekonsolen mit Spielen wie SingStar (PlayStation), We Sing (Wii) und verschiedenen nachempfundenen Karaoke-Programmen nachgehen. Der Name wird auch für andere verwandte Unterhaltungsformen verwendet, z. B. Powerpoint-Karaoke, bei dem die Teilnehmer mehr oder weniger lustige Vorträge zu zufällig aus dem Internet ausgewählten Powerpoint-Präsentationen halten, die sie beim Auftritt zum ersten Mal sehen.

## Technik

Karaokeanlage

Die gespielte Musik ist ohne Singstimme aufgenommen, es werden spezielle Karaoke-CDs, meist im CD+G-Format, abgespielt. Diese enthalten neben den Instrumentalversionen der Musikstücke auch die Textinformationen. Beim Abspielen der CD hören Sänger und Zuschauer die Musik, der Sänger kann auf einem Bildschirm den Text ablesen und zur Musik singen. Meist wird zur Orientierung die gerade zu singende Textstelle farbig oder mit einer Animation markiert. Häufig läuft hinter dem Text statt des originalen Musikvideos ein von der entsprechenden Firma speziell gedrehtes Video oder eine Zufallsanimation, dadurch sparen sich die Hersteller die sonst nötige zusätzliche Lizenz. Die neuesten Generationen stellen so genannte All-In-One-Karaoke-Systeme (Magic Sing, Magic Mic, Magic Singalong) dar. Die Musikauswahl ist hier auf einem austauschbaren, nicht wiederbeschreibbaren Songchip im Mikrofon gespeichert, was den Aufwand an Geräten bei der Nutzung deutlich reduziert.
Eine weitere und preiswerte Möglichkeit ist die Wiedergabe von Karaoke-Musik durch die Soundkarte des Computers. Es gibt eine Vielzahl von Karaoke-Abspielprogrammen, die meist mit speziellen MIDI-Dateien arbeiten. Diese Dateien enthalten neben der Musikinformation auch die Texte und weisen typischerweise die Dateiendung .KAR (statt .MID) auf. Sowohl die Abspielprogramme als auch viele Musikdateien sind zum Teil auch kostenlos als Freeware erhältlich.

### Karaoke-Computerspiele und -Software
- Guitar Hero
- SingStar
- Karaoke Revolution
- Rock Band
- UltraStar (Open-Source-Karaoke)
- We Sing

## Formen

### Karaoke-Bars

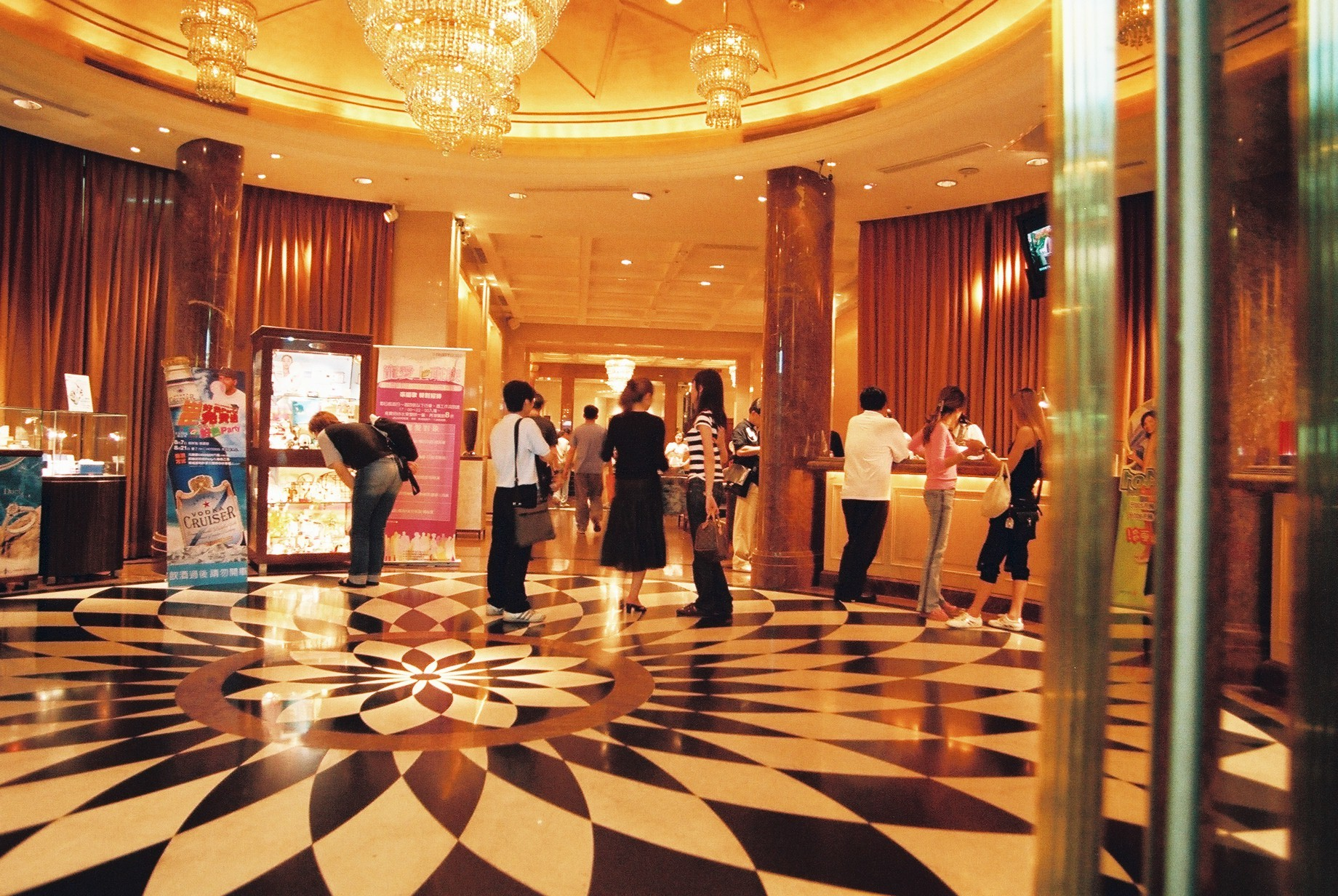
Eingangshalle eines K-TV in Taipeh, Taiwan

In Asien ist es üblich, sich spezielle Karaokekabinen anzumieten. Diese Kabinen bieten, je nach Dimension, Platz für unterschiedlich große Gesellschaften. Im Gegensatz zu öffentlichen Veranstaltungen bietet diese diskrete Option auch Schutz vor ungebetenen oder fremden Gästen. Es gibt eine Gesangsanlage, einen komfortablen Auswahlcomputer mit Playlist und Zimmerservice. Auch viele Hotelzimmer und kleinere Kneipen haben eigene Karaoke-Anlagen mit manchmal über 100.000 Titeln verfügbar. In Städten wie Taipeh gibt es eigene Häuser für K-TV mit Etagen voller Kabinen. K-TVs sind, wie Massagesalons und Teehäuser, in manchen Ländern auch Stätten der teilweise illegalen Prostitution.

### Karaoke in Südkorea
Die südkoreanische Bezeichnung für Karaoke ist Norae (kor. 노래, „Lied“), die Karaoke-Bars werden Noraebang (노래방, „Lied-Raum“) genannt. Üblicherweise gibt es dort eine Reihe von getrennten, schallisolierten Räumen für kleine bis mittlere Gruppen.
Meist gibt es zwei Mikrofone, einen Katalog, der die verfügbaren Musikstücke auflistet, eine Fernsteuerung für die Liedauswahl, einen Projektor und eine Leinwand, auf der der Text und hinterlegte Bilder angezeigt werden. Neben koreanischen Liedern sind meist auch viele Lieder in englischer Sprache, zuweilen auch in anderen Sprachen verfügbar.
Es gibt hingegen auch Karaoke-Bars, bei denen vor allen, auch fremden Leuten, gesungen wird. Oberhalb der Eingangstür befindet sich der japanische Schriftzug „Karaoke“.

### Rudelsingen

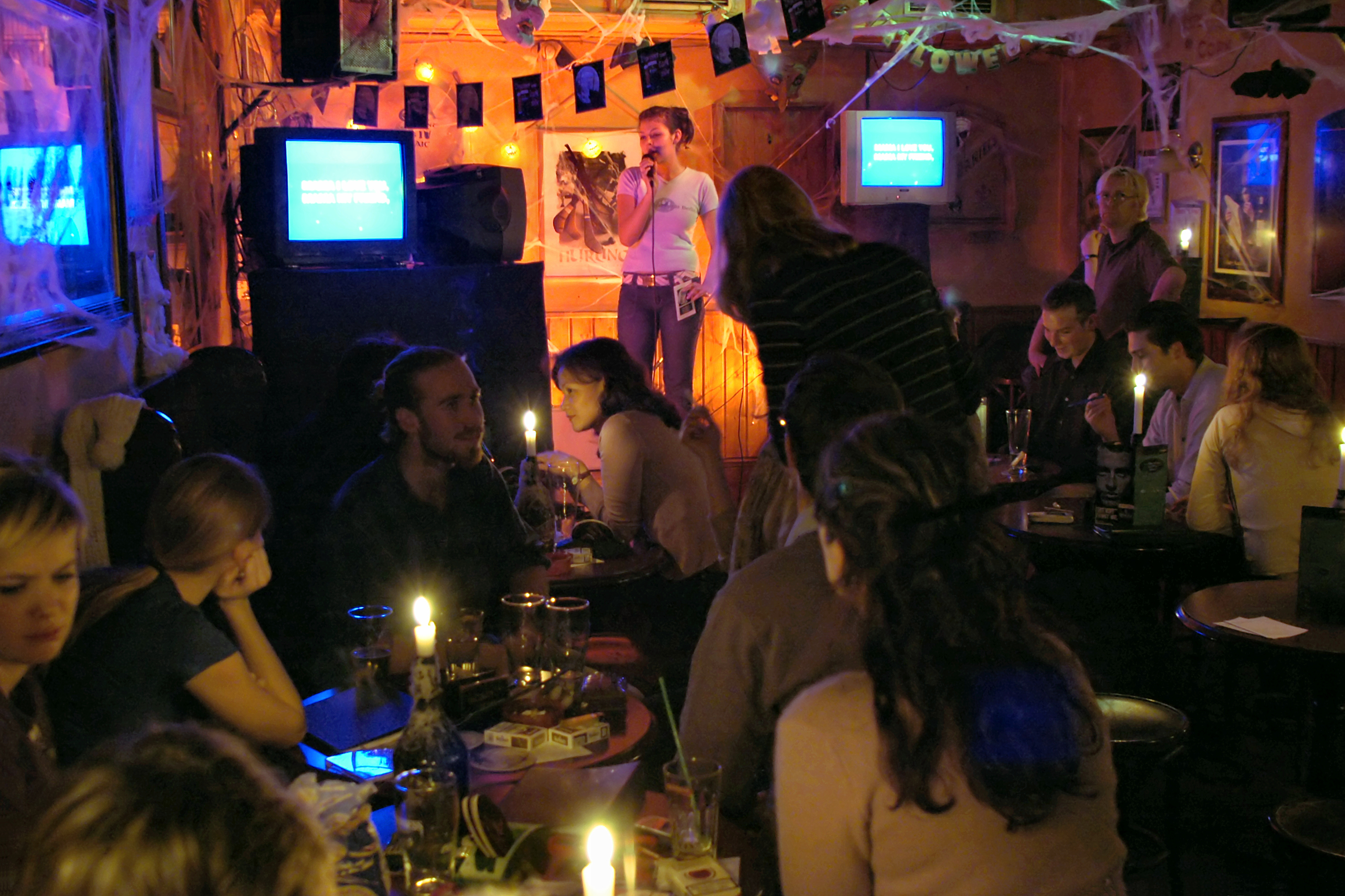
Karaoke in einem Irish Pub in Hamburg-Harburg

In Deutschland hat sich eine besondere Form der Karaoke entwickelt, das „Rudelsingen“. Die Bezeichnung rührt daher, dass nicht nur die Sänger auf der Bühne singen, sondern das gesamte Publikum. Die Liedtexte werden auf eine Leinwand projiziert.

## Karaoke im Film
- Traumpaare
- Die Hochzeit meines besten Freundes
- Lost in Translation (kurze Sequenzen in einer japanischen Karaoke-Bar)
- (500) Days of Summer
- High School Musical (kurze Szene am Anfang der Neujahrsparty (Song: Start Of Something New))
- P.S. Ich liebe Dich
- Hör mal wer da Hämmert, Karaoke-Chaos, Staffel 5 Folge 9; Folge 109
- Die Simpsons: Episode Die 24-Stunden-Frist in Staffel 2